# Paul Lazarus (Rabbiner)
Paul Pinchas Lazarus (* 30. Oktober 1888 in Hamborn; † 1. Januar 1951 in Haifa) war ein deutscher Rabbiner, der von 1918 bis 1938 in Wiesbaden wirkte.

## Leben und Wirken
Paul Lazarus war der jüngste Sohn des Predigers und Lehrers Raphael Lazarus und der Frau Betty geb. Leseritz. Nach dem Schulbesuch in Köln und Göttingen und dem Abitur am Friedrichsgymnasium in Kassel studierte Lazarus ab 1907 am
Jüdisch-Theologischen Seminar in Breslau.
Außer jüdischer Religion studierte er auch Geschichte und Philosophie an den Universitäten in Breslau, Marburg und Erlangen, wo er 1912 mit einer Arbeit über das Basler Konzil zum Dr. phil. promoviert wurde. 1915 legte er in Breslau das Rabbiner-Examen ab mit Erlangung des Rabbinatsdiplom. Seit 1. September 1914 war er Zweiter Rabbiner neben Dr. Salomon Samuel und Religionslehrer in Essen.
Bereits im August 1914 meldete er sich als Kriegsfreiwilliger und wurde Kanonier in der Fußartillerie. Gleichzeitig erklärte er seine Bereitschaft, ein Feldrabbineramt zu übernehmen. Da er schon Soldat und noch nicht Gemeinderabbiner war, wurde er erst ab Dezember 1916 bis August 1918 als Feldrabbiner in Mazedonien eingesetzt. Dort lernte er 1917 in Üsküb Franz Rosenzweig kennen, mit dem sich eine Freundschaft mit Austausch über Literatur und das jüdische Bildungsproblem entwickelte. Im Januar 1918 erhielt er das Eiserne Kreuz 2. Klasse und das Ritterkreuz des kaiserlich-österreichischen Franz-Joseph-Ordens mit Kriegsdekoration. Am Ende seiner Dienstzeit in Mazedonien beantragte er Versetzung oder Beurlaubung wegen seiner angegriffenen Gesundheit. Im Juni und Juli 1918 reklamierte ihn die Essener Gemeinde und im Juli 1918 die jüdische Gemeinde Wiesbaden.
1918 wurde Paul Lazarus als Nachfolger des nach Köln berufenen  Adolf Kober Rabbiner der Wiesbadener (liberalen) jüdischen Gemeinde. Dort war er bis zu seiner Pensionierung im Oktober 1938 Stadt- und Bezirksrabbiner.
Im Jahr 1921 gründete er in Wiesbaden unter Mithilfe von Franz Rosenzweig ein Lehrhaus. Rosenzweig hatte bereits 1920 in Frankfurt das Freie Jüdische Lehrhaus gegründet; die beiden kannten sich aus Lazarus’ Tätigkeit als Feldrabbiner. 1925 heiratete er Jadwiga Walfisz; sie bekamen zwei Töchter, Hanna (geb. 1927, gest.1998) und Hava (geb. 1930, gest. 1998). Hava Lazarus-Yafeh wurde Professorin für Islamstudien an der Hebräischen Universität in Jerusalem und veröffentlichte zahlreiche Bücher und Aufsätze zum Verhältnis zwischen Muslimen, Juden und Christen.
Lazarus’ Tätigkeit in der Wiesbadener Zeit war vielfältig: Er gründete ein Altenheim und 1936 eine Schule, war Präsidiumsmitglied der Vereinigung der liberalen Rabbiner Deutschland und Präsident der Nassau-Loge, engagierte sich sehr in der Jugendarbeit und schrieb Beiträge zur deutschen Encyclopaedia Judaica.
Da Lazarus ab 1922 an Diabetes litt, wurde er schon mit 49 Jahren, im Oktober 1938, pensioniert – einige Wochen vor den Novemberpogromen 1938. Im Februar 1939 emigrierte er mit seiner Familie nach Palästina, wo er in Haifa in der Erwachsenenbildung und bis 1950 als Rabbiner der Einwanderergemeinde Bet Jisrael tätig war.

## Veröffentlichungen
- Das Basler Konzil. Seine Berufung und Leitung, seine Gliederung und seine Behördenorganisation, Historische Studien, Heft 100, Berlin 1912 (Verlag: Matthiesen, Husum)
- Einiges über die Spaniolen in Serbien, Mazedonien, Bulgarien, in Im Deutschen Reich. Zeitschrift des Centralvereins der Bürger jüdischen Glaubens, Nr. 1, 1919, S. 22–30[5]
- Geschichte der Nassau-Loge 1890–1930. Selbstverlag der Nassau-Loge, Wiesbaden 1930
- Die Jüdische Gemeinde in Wiesbaden 1918 – 1942. Ein Erinnerungsbuch. New York 1949